# Joseph-Jean Lagarde
Pour les articles homonymes, voir Lagarde.
Joseph-Jean Lagarde, baron d'Empire, né le 11 mai 1755 à Narbonne et décédé le 11 juillet 1839 à Paris, est un avocat, un magistrat et un administrateur français.

## Biographie
Avocat au parlement de Flandres depuis 1776, il est nommé substitut du conseiller-procureur du roi au siège royal des eaux-et-forêts de la maîtrise de Lille le 31 octobre 1781, conseiller-garde-manteau au même siège par intérim le 4 février 1782 et conseiller au siège royal du bailliage de Lille le 30 janvier 1788. Un arrêt du Parle de Flandres l'admet à l'exercice de cet office le 22 février suivant, avec exemption d'exercer.
Il est également secrétaire perpétuel du collège de Philalèthes, académie de Lille.
Lors des assemblées du bailliage pour l'élection des États généraux de 1789, il est l'un des deux députés élus par l'ordre des avocats. L'année suivante, il est nommé à l'unanimité secrétaire de l'assemblée électorale chargée de l'élection de l'administration départementale avec 1 137 voix sur 1 148 votants, puis secrétaire général du département du Nord. En 1791, il est chargé de la chaire de droit français à l'université de Douai, lors de sa réorganisation.
Le 3 juillet 1792, il rédige et fait voter par le directoire du département du Nord prend un arrêté visant à empêcher que les personnes députées à la fête de la fédération soient armées. Le lendemain, il fait voter deux adresses, l'une au roi, l'autre à l'Assemblée, protestant contre la journée du 20 juin 1792,.
En octobre 1792, l'administration départementale ayant été entièrement renouvelée, il est réélu dans ses fonctions par 29 voix sur 30 votants. Un membre ayant considéré qu'il ne pouvait cumuler cette fonction avec celle de professeur de droit, Lagarde renonce à cette dernière.
Dénoncé aux représentants en mission pour ces faits le 29 vendémiaire an II, il est arrêté comme suspect et emprisonné à Arras. Libéré moins d'un mois après sur l'intervention de Merlin de Douai, il reprend son métier d'avocat, et l'administration du Nord le nomme le 9 frimaire défenseur des causes dans lesquelles l'État est partie devant les tribunaux.
Au début de vendémiaire an III, il est envoyé par des représentants en mission à Bruxelles, afin d'organiser les bureaux de la commission centrale de Belgique. Le 6 vendémiaire an IV, il est nommé agent national près le tribunal de Douai. Le 15 brumaire suivant, grâce à la protection de Carnot et de Merlin de Douai, le Directoire exécutif l'appelle par arrêté à Paris afin d'y occuper la charge de secrétaire général, où il demeure jusqu'en 1799. Le 21 messidor an VII, Frison, député belge, l'accuse au Conseil des Cinq-Cents de dilapidations, dénonciation envoyée à l'examen d'une commission d'enquête. Le lendemain, Lagarde présente un mémoire justificatif au Directoire, qui l'envoie avec un message au Conseil, pour qu'il soit transmis à la commission d'enquête. Le 25, le message est présenté au Conseil, qui l'approuve majoritairement et envoie le mémoire à la commission d'enquête. Lors du coup d'État du 18 Brumaire, Lagarde récupère au Directoire le décret du Conseil des Anciens et le diffuse par courriers. Puis, le 19, il accompagne Bonaparte au château de Saint-Cloud,.
Inscrit sur la liste des membres du Sénat conservateur, il y renonce à la demande du Premier consul et devient le 4 nivôse an VIII adjoint à Maret, secrétaire général des consuls, avant de lui succéder à ce poste quand celui-ci devient secrétaire d'État. Lors de la suppression de ce poste, réuni à la fonction de ministre-secrétaire d'État, il est nommé préfet  de Seine-et-Marne le 20 brumaire an X. Le 25 prairial an XII, il est fait chevalier de la Légion d'honneur. En l'an XII, la Seine-et-Marne le nomme candidat au Sénat conservateur. Fait baron d'Empire le 15 août 1809, il est révoqué de ses fonctions de préfet le 7 novembre 1810, pour malversation selon plusieurs biographes.
En octobre 1815, il siège au collège électoral du Nord, présidé à Lille par le duc de Berry. De retour à Paris, ce dernier, auquel il a été présenté, lui obtient une pension de retraite, reconnue par ordonnance du 16 mars 1816,.

## Sources
- A. Lievyns, Jean Maurice Verdot, Pierre Bégat, Fastes de la Légion d'honneur, biographie de tous les décorés accompagnée de l'histoire législative et réglementaire de l'ordre, vol. 5, 1847 [détail de l’édition] (BNF 37273876)  ;
- A. Jay, E. Jouy, Antoine-Vincent Arnault, Biographie nouvelle des contemporains, ou dictionnaire historique et raisonné de tous les hommes qui, depuis la Révolution française, ont acquis de la célébrité par leurs actions, leurs écrits, leurs erreurs ou leurs crimes, soit en France, soit dans les pays étrangers, Librairie historique et des arts et métiers d'Émile Babeuf, 1825, tome 10, p. 295-302.